# Zé Nunes
José Sidney Nunes de Almeida, conhecido como Zé Nunes (São Lourenço do Sul, 19 de novembro de 1964) é um engenheiro agrônomo e político brasileiro filiado ao Partido dos Trabalhadores (PT).

## Biografia
José Sidney Nunes de Almeida nasceu em São Lourenço do Sul, Rio Grande do Sul, em 19 de novembro de 1964. Formou-se como técnico em agropecuária pelo Colégio Agrícola Visconde da Graça (CAVG) e posteriormente graduou-se em agronomia pela Universidade Federal de Pelotas (UFPEL).
Como agrônomo, sempre atuou estimulando a organização dos agricultores familiares, o que posteriormente se refletiu em suas bandeiras políticas e atuação parlamentar.

## Carreira política

### Vereador de São Lourenço do Sul por duas legislaturas
Nas eleições municipais de 1996 foi eleito vereador no município de São Lourenço do Sul pelo PT com 767 votos, nas eleições municipais de 2000 foi reeleito com 862 votos.

### Prefeito de São Lourenço do Sul por duas legislaturas
Nas eleições municipais de 2004 foi eleito prefeito no município de São Lourenço do Sul pelo PT com 12.181 votos, nas eleições municipais de 2008 foi reeleito com 19.714 votos.

### Deputado estadual do Rio Grande do Sul por três legislaturas
Nas eleições estaduais de 2014, foi eleito deputado estadual à Assembleia Legislativa do Rio Grande do Sul na 54ª legislatura (2015 — 2019) pelo PT com 41.609 votos,  nas eleições estaduais de 2018 foi reeleito para 55ª legislatura (2019 — 2023) com 36.982 votos,  reeleito novamente nas eleições estaduais de 2022 para a 56ª legislatura (2023 — 2027) com 44.035 votos.
Em sua primeira eleição para deputado estadual, em 2014, Zé Nunes teve expressiva votação na Metade Sul do estado. Foi de sua cidade natal, São Lourenço do Sul, que saíram mais de dois terços de seus votos: 17.369. Isso significa que ele fez 61,44% dos votos válidos de São Lourenço do Sul. Camaquã (3.887 votos) e Pelotas (3.200) também registraram votações significativas a seu favor.

#### Atuação parlamentar
Atuou no Parlamento gaúcho com foco em políticas de desenvolvimento regional, incentivo à agricultura familiar, conclusão da duplicação da BR-116, além da defesa das estatais e dos direitos trabalhistas.

##### Comissões parlamentares
Presidiu a Comissão de Economia, Desenvolvimento Sustentável e Turismo durante os anos de 2021 e 2022. Na 56ª legislatura (2023-2027), Zé Nunes assumiu a presidência da Comissão de Agricultura, Pecuária, Pesca e Cooperativismo da Assembleia Legislativa do Rio Grande do Sul. Nesta função, tem promovido audiências públicas e debates sobre temas relevantes para o setor, como promover a sustentabilidade, políticas de apoio à agricultura familiar e desenvolvimento rural.

##### Frentes parlamentares
Zé Nunes foi proponente e presidente de diversas frentes parlamentares ao longo de seus mandatos. Entre elas, destacam-se: a Frente Parlamentar em Defesa do Setor Pesqueiro e pela Implementação da Política Estadual de Desenvolvimento Sustentável da Pesca no Rio Grande do Sul; a Frente Parlamentar em Defesa da Microgeração e Minigeração de Energia Renovável; a Frente Parlamentar pela Conclusão do Hospital Escola Público Regional 100% SUS na Região Sul; a Frente Parlamentar em Defesa da Economia Solidária; a Frente Parlamentar em Defesa dos Alimentos Tradicionais e Artesanais de Origem Animal e Vegetal; a Frente Parlamentar em Defesa da Conclusão da Duplicação da BR-116 no Trecho dos Municípios de Guaíba e Pelotas e das obras no Entorno da Cidade de Pelotas; a Frente Parlamentar em Defesa do Banrisul Público; a Frente Parlamentar da Apicultura e Meliponicultura; a Frente Parlamentar em Defesa dos Povos e Comunidades Tradicionais; a Frente Parlamentar em Defesa dos Produtores e Produtoras da Cadeia Produtiva do Tabaco; e a Frente Parlamentar em Defesa do Sistema Único de Assistência Social (SUAS).
Em relação a Frente Parlamentar em Defesa dos Produtores da Cadeia Produtiva do Tabaco da Assembleia Legislativa, reinstalada em abril de 2023 com a subscrição de 24 deputados gaúchos. Esta frente representa cerca de 75 mil famílias, de 220 municípios, dedicadas ao cultivo do tabaco, cultura responsável por 12,7% das exportações do agro gaúcho.

##### Projetos de lei
Entre os projetos de lei de autoria de Zé Nunes, destaca-se o PL 204/2015, aprovado pela Assembleia Legislativa em dezembro de 2022, que prevê que o tabaco comece a ser classificado na propriedade do produtor e não na empresa compradora, como acontecia anteriormente. O projeto foi aprovado com 46 votos favoráveis e apenas um contra.
Segundo a justificativa do projeto, a nova legislação visa garantir uma relação mais justa e igualitária entre as empresas que comercializam o tabaco, em geral grandes empresas multinacionais, e os produtores, em geral pequenos agricultores situados no interior do estado. "Este projeto deveria ter sido aprovado há mais tempo. Vai estabelecer igualdade na cadeia produtiva e proteger os pequenos produtores, que hoje são submetidos a decisões unilaterais tomadas longe do local de produção", defendeu o deputado Mainardi, apoiador da proposta. "O produtor precisa ter a transparência garantida na definição do preço de seu produto", concluiu.

##### Atuação internacional
Como presidente da Frente Parlamentar em Defesa dos Produtores da Cadeia Produtiva do Tabaco, Zé Nunes tem participado de debates internacionais sobre o setor, incluindo articulações relacionadas à Conferência das Partes da Convenção-Quadro para o Controle do Tabaco (COP).
Em 2023, o deputado liderou a formação de um grupo de parlamentares interessados em participar dos debates da COP no Panamá, destacando a importância de articular a defesa dos produtores de tabaco do estado em fóruns internacionais: "É importante participarmos no país sede deste debate, em especial para articular a defesa dos produtores de tabaco do estado. A convenção-quadro é um tratado de saúde e precisamos discutir de forma ampla este tema no estado.

##### Bandeiras políticas
As principais bandeiras defendidas por Zé Nunes em seu mandato como deputado estadual incluem:
- Desenvolvimento regional, com foco na Metade Sul do Rio Grande do Sul;[18]
- Fortalecimento da agricultura familiar e das políticas públicas para o setor;[13]
- Defesa dos produtores da cadeia produtiva do tabaco;[16]
- Apoio ao cooperativismo e à economia solidária;[19]
- Políticas de crédito rural e seguro agrícola acessíveis aos pequenos produtores;[20]
- Sustentabilidade ambiental;[21]
- Produção de alimentos saudáveis.[22]

Em 2025, como presidente da Comissão de Agricultura, Zé Nunes tem articulado diálogos entre o Fórum da Agricultura Familiar (FAF) e órgãos governamentais como o Ministério do Desenvolvimento Agrário (MDA) e o Instituto Nacional de Colonização e Reforma Agrária (INCRA), buscando encaminhamentos para os desafios enfrentados pelos agricultores familiares da região sul do RS.

### Outros fatos relacionados à política
Historicamente, Zé Nunes é apenas o segundo deputado estadual natural do município de São Lourenço do Sul a conquistar vaga na Assembleia Legislativa do Rio Grande do Sul, o primeiro lourenciano foi Oscar Westendorff.
Em 1996, Zé se tornou o primeiro vereador eleito no município de São Lourenço do Sul pelo PT, juntamente com Hubert Iepsen, mas o segundo só foi eleito pelo quociente eleitoral que permitiu ao PT duas cadeiras na Câmara Municipal de São Lourenço do Sul.
Em 2004, tornou-se o primeiro prefeito eleito no município de São Lourenço do Sul pelo PT.
Em toda sua trajetória política, jamais perdeu uma eleição em que concorreu.

## Desempenho eleitoral
| Ano  | Eleição                          | Cargo             | Partido | Nº    | Suplentes                                         | Votos        | Resultado | Ref.   |
| ---- | -------------------------------- | ----------------- | ------- | ----- | ------------------------------------------------- | ------------ | --------- | ------ |
| 1996 | Municipal de São Lourenço do Sul | Vereador          | PT      | 13650 | Sônia Maria Thurow Jose Ricardo Venzke De Freitas | 767 votos    | Eleito    | [ 4 ]  |
| 2000 | Municipal de São Lourenço do Sul | Vereador          | PT      | 13650 | Breno Janke Karin Peglow                          | 862 votos    | Reeleito  | [ 5 ]  |
| 2004 | Municipal de São Lourenço do Sul | Prefeito          | PT      | 13    | Daniel Raupp vice-prefeito                        | 12.181 votos | Eleito    | [ 6 ]  |
| 2008 | Municipal de São Lourenço do Sul | Prefeito          | PT      | 13    | Daniel Raupp vice-prefeito                        | 19.714 votos | Reeleito  | [ 7 ]  |
| 2014 | Estadual do Rio Grande do Sul    | Deputado Estadual | PT      | 13500 | Marcos Antonio Daneluz Nelson Spolaor             | 41.609 votos | Eleito    | [ 8 ]  |
| 2018 | Estadual do Rio Grande do Sul    | Deputado Estadual | PT      | 13500 | Stela Farias Nelson Spolaor                       | 36.982 votos | Reeleito  | [ 9 ]  |
| 2022 | Estadual do Rio Grande do Sul    | Deputado Estadual | PT      | 13500 | Halley Ana Affonso                                | 44.035 votos | Reeleito  | [ 10 ] |